# André Cattin
André Cattin (* 26. Juni 1921 in Les Breuleux; † 4. Juli 1981 in Saignelégier) war ein Schweizer Jurist und Politiker (CVP).

## Biografie
Er war der Sohn des Uhrmachers Armand Cattin und von Marthe Beuret; verheiratet war er mit Jacqueline Maître, mit der er sechs Kinder hatte. Nach der Matura#Maturität in der Schweiz am Gymnasium in Porrentruy studierte André Cattin Recht an der Universität Bern und an der Universität Fribourg. 1947 erhielt er das Anwaltspatent, 1948 promovierte er, und 1949 erhielt er auch das Patent als Notar. Ebenfalls 1949 eröffnete er eine Anwalts- und Notariatskanzlei in Saignelégier, dem Hauptort des Bezirks Franches-Montagnes. Als Oberst der Schweizer Armee war er Grossrichter der Militärjustiz. Er engagierte sich stark für die wirtschaftlichen und kulturellen Belange der Freiberge. Er gründete eine Volkshochschule und war Verwaltungsratspräsident der Lokalzeitung Franc-Montagnard. Von 1962 bis 1968 war er Vorsitzender des Marché-Concours in Saignelégier.
Cattin war Mitglied des Gemeinderats von Saignelégier und wurde 1958 in den Grossen Rat des Kantons Bern gewählt. 1962 stand der christlichdemokratischen Fraktion turnusgemäss das Vizepräsidium zu, wofür sie Cattin nominierte. Sie verstand dies auch als Geste gegenüber einer sprachlichen Minderheit. Obwohl sich Cattin in der Jurafrage bisher stets neutral verhalten hatte, warfen ihm Vertreter anderer Parteien vor, er stehe den Separatisten zu nahe, weshalb er für dieses Amt nicht in Frage komme. Die Wahl fiel stattdessen auf Paul Dübi (FDP).
Als Anhänger des Mouvement pour l’unité du Jura strebte Cattin ab 1969 einen Ausgleich zwischen Separatisten und Berntreuen an, hatte damit aber keinen Erfolg. 1973 schlug er sich dann vor den Juraplebisziten auf die Seite der Separatisten. Er gehörte von 1976 bis 1978 der verfassunggebenden Versammlung des Jura an und hatte als Präsident der Souveränitätskommission einen massgeblichen Einfluss auf die jurassische Kantonsverfassung. Nach dem Rücktritt aus dem bernischen Grossen Rat war er von 1979 bis 1981 Abgeordneter des Parlaments des neu gegründeten Kantons Jura.